# 空飛ぶ日曜日
『空飛ぶ日曜日』（そらとぶにちようび）は、1985年10月5日に発売された谷山浩子の11枚目のアルバム。

## 概要
主にラブソングで構成されているが、「風のあたる場所」や「ほおずきランプともして」では、よく聴くと猟奇的な歌詞が含まれている。後半には、鈴木志郎康（組曲「空飛ぶ橇」）と吉原幸子（組曲「少女は・・・」）の2人の詩人とのコラボレーションが含まれる。
「BLUE BLUE BLUE」はシングルで発売された「ブルーブルーブルー」と同楽曲だが、シングル版とはアレンジが大きく異なる。シングル・バージョンはベスト・アルバム『谷山浩子 THE BEST』に収録されている。
「うさぎ」は野咲たみこへの提供曲であり、一部歌詞違いでリメイクされている。1988年にはTBS系『ドラマ23』枠にてテレビドラマ化された『モト子せんせいの場合』（原作はさべあのまの同名漫画）のエンディング曲として使用された。
「恋するニワトリ」はNHK『みんなのうた』で放送された楽曲の一つである。このアルバムでは『みんなのうた』とは別音源のアカペラ風アレンジで収録されており、途中「狼少年ケン」主題歌の「ボバンババンボン…」というフレーズが当時のマネージャーのアイデアで一瞬引用されている。
「恋するニワトリ」は、アイドルグループCoCoがコンサートにて度々カバーして歌っており、「恋するニワトリ」はCoCoバージョンをCD化してほしいという要望が多数出るほどCoCoのファンの中で評価が高い。また、2007年にはTHE ポッシボーにもカバーされている。
「少女は・・・」の三部作の詩はアルバム用に書き下ろされたものではなく、初出は「詩とメルヘン」1975年10月号（挿絵は上野紀子）。作曲されたものは1977年6月24日のコンサート「谷山浩子と7人の仲間たち」の吉原がゲストの回に「少女は・・・III」の初演がなされ、翌1978年5月27日の吉原主催のコンサート「うた狂い」の谷山がゲストの回にIとIIが初演された。後者は録音が残っており、演奏前に「人前で歌うの初めてなんですけど、この２曲は…」という谷山の声が聞こえる。

## 収録曲
1. 闇に走れば
2. 風のあたる場所
3. BLUE BLUE BLUE
4. 再会
5. FLYING
6. メリーメリーゴーラウンド
7. うさぎ
8. 空飛ぶ橇I
9. ほおずきランプともして
10. 恋するニワトリ
11. 少女は・・・I
12. 少女は・・・II
13. 少女は・・・III
14. 空飛ぶ橇II

- 作曲：谷山浩子（全曲）
- 作詞：鈴木志郎康（8, 14）、吉原幸子（11 - 13）、谷山浩子（1, 7, 9, 10）
- 編曲：石井“AQ”明&谷山浩子（1, 2, 6, 7, 9, 10, 12 - 14）、藤本“POM”敦夫（3, 5, 11）、青木望（4）、POM・AQ&谷山浩子（8）
- ディレクター：中川敏一、長岡和弘